# Цаге (Окучани)
Цаге (хорв. Cage) — населений пункт у Хорватії, в Бродсько-Посавській жупанії у складі громади Окучани.

## Населення
Населення за даними перепису 2011 року становило 426 осіб.
Динаміка чисельності населення поселення:

## Клімат
Середня річна температура становить 11,23 °C, середня максимальна – 25,56 °C, а середня мінімальна – -5,33 °C. Середня річна кількість опадів – 930 мм.
| Клімат поселення                              | Клімат поселення | Клімат поселення | Клімат поселення | Клімат поселення | Клімат поселення | Клімат поселення | Клімат поселення | Клімат поселення | Клімат поселення | Клімат поселення | Клімат поселення | Клімат поселення | Клімат поселення |
| Показник                                      | Січ.             | Лют.             | Бер.             | Квіт.            | Трав.            | Черв.            | Лип.             | Серп.            | Вер.             | Жовт.            | Лист.            | Груд.            |                  |
| Середній максимум, °C                         | 7,24             | 8,85             | 13,08            | 17,55            | 22,35            | 25,56            | 24,68            | 24,08            | 20,31            | 15,23            | 9,75             | 5,56             |                  |
| Середня температура, °C                       | 0,96             | 2,57             | 6,78             | 11,27            | 16,07            | 19,27            | 21,05            | 20,43            | 16,68            | 11,60            | 6,11             | 1,92             |                  |
| Середній мінімум, °C                          | −5,33            | −3,72            | 0,52             | 4,99             | 9,78             | 13,00            | 17,42            | 16,79            | 13,04            | 7,96             | 2,47             | −1,71            |                  |
| Норма опадів, мм                              | 59               | 53               | 64               | 79               | 84               | 101              | 86               | 87               | 76               | 82               | 88               | 71               |                  |
| Середньомісячна швидкість вітру, м/с          | 1.69             | 1.94             | 2.27             | 2.20             | 2.01             | 1.84             | 1.80             | 1.66             | 1.64             | 1.67             | 1.72             | 1.74             |                  |
| Середньомісячна сонячна радіація, кДж/м²·день | 4357             | 7163             | 10986            | 15330            | 19574            | 21696            | 22629            | 20124            | 14888            | 9232             | 4901             | 3631             |                  |
| --------------------------------------------- | ---------------- | ---------------- | ---------------- | ---------------- | ---------------- | ---------------- | ---------------- | ---------------- | ---------------- | ---------------- | ---------------- | ---------------- | ---------------- |
| Джерело:                                      |                  |                  |                  |                  |                  |                  |                  |                  |                  |                  |                  |                  |                  |